# Clifford Ando
Clifford Ando (nascido em 1969) é um classicista americano que se especializou em religião e direito romano. Seu trabalho lida principalmente com a lei, religião e governo na época imperial, particularmente sobre as questões de cidadania romana, o pluralismo jurídico e procedimento legal. Em "História do direito", a sua obra aborda as relações entre o direito civil, direito público e do direito internacional.